# 賀懋敬
賀懋敬（16世紀—17世紀），字止叔，南直隸鎮江府丹陽縣軍籍，常州府武進縣人，明朝、南明政治人物。

## 生平
賀懋敬是萬曆三十七年（1609年）己酉科應天鄉試舉人，崇禎七年（1634年）授寧陵縣知縣，以德行教化人民，朝廷使者憎恨某人，屬意讓他殺死，他拒絕：「我怎可寧願殺人以取悅他人媚？」流寇過天星（惠登相）臨城下，他擊敗對方，賊人連夜逃走，不久他改任永福縣知縣，南明時再調武鳴縣知縣，其後罷歸，在家以經史自娛，他擅長楷書，人們爭相購買他的真跡，有人將其作品比擬王濛和劉倓的脫俗。

## 家族
祖父賀邦泰；父賀學古。子賀儒修，崇禎四年進士。

## 引用
1. 1 2  光緒《重修丹陽縣志·卷十九·仕進》：賀懋敬，字止叔，萬厯己酉舉人，知寧陵縣，務以德教化民，臺使者有所怒，屬懋敬殺之，不從曰：「吾安寧殺人媚人也？」流賊過天星兵薄城下，懋敬敗之，賊宵遁，尋罷歸。
2. ↑  錢海岳《南明史·卷六十二·列傳第三十八》：（永曆）時廣西疆吏先後可紀者：……賀懋敬，字山叔，丹陽人。萬曆三十七年舉於鄉。授寧陵知縣，破惠登相，改永福調（武緣）。
3. ↑  乾隆《鎮江府志·卷三十六·名臣下》：賀懋敬，字止叔，丹陽人，舉萬厯己酉鄉試，知寧陵縣，務以德教化民，臺使者有所怒，屬懋敬殺之，不從曰：「吾安寧殺人媚人也？」流賊過天星薄城下，懋敬敗之賊宵遁，尋罷歸，以經史自娛。善楷法，每一落紙人爭購得之，清真絕俗，識者比之王濛、劉倓，子儒修辛未進士。